# Inka Hopsu
Inka Inari Hopsu, född 25 september 1976 i Esbo, är en finländsk politiker (Gröna förbundet). Hon är ledamot av Finlands riksdag sedan 2019.
Hopsu blev invald i riksdagen i riksdagsvalet 2019 med 6 211 röster från Nylands valkrets.